# 奧羅德斯一世
奧羅德斯一世，安息帝國王中之王，前80年至前75年在位。奧羅德斯一世的母親可能是亞美尼亞王國的王后。

## 來源
1. ↑  Assar 2006，第74頁.